# Csehimindszent
Csehimindszent là một thị trấn thuộc hạt Vas, Hungary. Thị trấn này có diện tích 15,43 km², dân số năm 2010 là 352 người, mật độ 23 người/km².